# センマイ

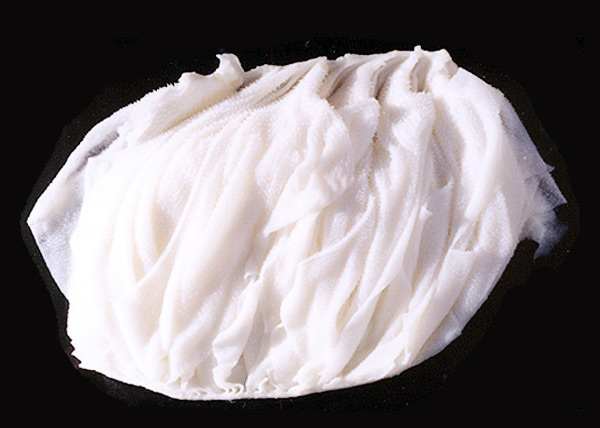
センマイ

センマイは、牛の第三胃（葉胃：オマズム "omasum"）の俗称である。

## 概要
主に第二胃から入ってきた物を選別する場所で、小さいものは第四胃へ送り、大きい物は第二胃に返す働きをしている。また第一胃、第二胃のような反芻胃と違い、栄養吸収の機能も担っており、無機物イオンや有機酸などを主に吸収している。容積は4つの胃全体の10%と小さい。

## 食材
ひだ状の組織が何枚も連なっていることからセンマイ（千枚）と呼ばれる。コリコリとした食感があり、焼肉や刺身（生ではなく茹でたもの）として食用に供される。臭みは少ないが、発酵した食物が通る胃袋のため、完全な洗浄と簡単な下処理を終えてから出されることが多い。旨味は少ないが蛋白質・鉄分を多く含む。